# Maria Teresa Silveira de Barros Camargo
Maria Teresa Silveira de Barros Camargo (Piracicaba, 12 de noviembre de 1894 — São Paulo, 29 de julio de 1975), más conocida como Doña Teresinha, fue una política, feminista, y empresaria brasileña.
En 1934, fue una de las primeras prefectas del Brasil, habiendo sido elegida en la ciudad paulista de Limeira. También fue diputada del Estado de São Paulo, también la primera en ejercer tal posición legislativa.
En febrero de 1914, se casó con el Dr. Trajano de Barros Camargo (1890-1930, falleciendo prematuramente a los 40 años; dejando a su viuda y siete hijos menores: Nelson, Flávio, Renato, Flamínio, Trajano, Prudente, y Maria Thereza; llevando su legado y las notables dificultades que enfrentó en esa situación esa mujer, y saliendo victoriosa en la prosperidad y educación de su numerosa familia.
Era nieta del primer civil Presidente de la República brasileña, el piracicabano Prudente de Morais e Barros.

## Honores

### Epónimos
- Avenida Maria Thereza Silveira de Barros Camargo, Limeira, SP
- Laguna en la antigua chacra del matrimonio Trajano, hoy "Zoológico Municipal de la ciudad de Limeira[5]
- En su honor, se nombró el 21 de enero de 1998 (27 años) a la Escola Municipal Maria Thereza Silveira de Barros Camargo, en Limeira